# Godfrey Gao
Godfrey Gao (chinês: 高以翔, pinyin: Gāo Yǐxiáng; Taipé, 22 de setembro de 1984 — Ningbo, 27 de novembro de 2019) foi um modelo e ator taiwanês, filho de mãe malaia e pai taiwanês. 

## Biografia
Mudou-se para Vancouver, no Canadá, quando tinha nove anos de idade. 
Estudou na Universidade de Capilano. 
Ficou conhecido pelo papel que desempenhou em Os Instrumentos Mortais: Cidade dos Ossos. 
Em 27 de novembro de 2019, foi anunciado que Godfrey tinha morrido, enquanto gravava o programa de variedades Chase Me, na China. De acordo com informações do site Just Jared, com informações obtidas por Jetsta, empresário de Gao, ele passou mal em pleno programa e os paramédicos chegaram a tentar reanimá-lo por três horas, mas sem sucesso. Ainda não há mais informações sobre a causa da morte. 

## Carreira
Foi membro da agência "JetStar Entertainment". 
Como modelo, Godfrey participou de vários programas de televisão, principalmente em Taiwan. Interpretou Magnus Bane na adaptação cinematográfica de The Mortal Instruments: City of Bones (2013; Os Instrumentos Mortais: Cidade dos Ossos, em português). 
Foi gerenciado pela JetStar Entertainment na Ásia e por Russell Stuart na Gestão de Talento SUPERBOX para o resto do mundo. 

## Filmografia

### Dramas
- We Are All Alone (2019-)
- The Gravity of a Rainbow (2019)                     *                                                                                                                                    * Remember WangLichuan (2016)
- Successful Woman’s Price (Hunan TV, 2012)
- Volleyball Lover es Bai Qian Rui (CTS, 2010)
- Momo Love (CTV, 2009)
- Bull Fighting (TTV, 2007)
- Wo Yao Bian Cheng Ying Shi Zi (CTS, 2007)
- Love Queen (CTS, 2006)
- Chao Ji Pai Dang Super (CTS, 2006)
- The Kid from Heaven (CTS, 2006)

### Filmes
- Say Yes! (2013)
- All About Women (2008)
- Os Instrumentos Mortais: Cidade dos Ossos (2013)

### Sessões fotográficas
- 2019: Our Street Style
- Setembro de 2019: SENSE Magazine